# آرامگاه خواجه ربیع
مقبرۀ خواجه ربیع به لهجه مشهدی: خاج رِبِ مربوط به دورۀ صفوی است و در مشهد، انتهای خیابان خواجه ربیع واقع شده و این اثر در تاریخ ۱۵ دی ۱۳۱۰ با شمارهٔ ثبت ۱۴۲ به‌عنوان یکی از آثار ملی ایران به ثبت رسیده‌است. این بنا به توصیۀ شیخ بهایی توسط شاه عباس صفوی در نیمۀ اول سدۀ هجری ساخته شده‌است.
نام خواجه ربیع در تاریخ ربیع بن خثیم است. او از طایفۀ بنی اسد و ساکن کوفه بوده است  او در سال‌های پایانی عمر ساکن شهر نوغان (مرکز ولایت توس در آن زمان) شده و سرانجام در سال ۶۳ ه‍.ق یا به روایتی دیگر در سال ۶۱ درگذشته و در یک فرسنگی شمال نوغان دفن گردیده‌است.

## ساخت آرامگاه
شاه عباس صفوی در اوایل سدۀ یازدۀ قمری با توصیه و مشورت شیخ بهایی دستور احداث مقبره‌ای باشکوه برای خواجه را صادر کرد. اساس بنای کنونی مقبرۀ خواجه ربیع همان است که در سال‌های ۱۰۲۶ تا ۱۰۳۱ ه‍.ق به امر شاه عباس و با سرپرستی یکی از سادات رضوی مشهد به نام «میرزا افلغ» احداث شده‌است. آرامگاه خواجه ربیع یکی از ابنیۀ زیبا، دیدنی و متبرک است که به همین علت‌ها همه وقت مورد توجه و مراجعۀ اهالی مشهد و زائران و مسافرانی است که به مشهد مشرف می‌شوند. با توجه به زمان درگذشت خواجه، وی از زمرۀ قدیمی‌ترین رجال مدفون در پیرامون شهر کنونی مشهد است. مدفن او طی چهارده سدۀ گذشته همواره محلی محترم و زیارتگاه عموم مسلمانان بوده‌است.
روستایی که باغ آرامگاه خواجه در آن واقع شده «حسین‌آباد خواجه ربیع» نام دارد و از جمله موقوفات مزار خواجه می‌باشد. ادارۀ باغ و مزار خواجه ربیع در سدۀ اخیر بر عهدۀ آستان قدس رضوی است، در حالی که پیش از آن متولی خاص داشته‌است. در وقف‌نامۀ قابل تأملی که از مدرسه پریزاد مشهد با تاریخ ۸۲۳ ه‍.ق باقی است، بانی آن مدرسه (پریزاد خانم) از اعقاب خواجه ربیع معرفی کرده‌است. باغ خواجه ربیع یکی از قبرستان‌های مهم شهر مشهد نیز می‌باشد. جد شاهان قاجار (فتحعلی خان قاجار) نیز که در سال ۱۱۳۹ ه‍.ق توسط نادرقلی افشار در همان باغ کشته شده در زیر گنبد مقبرۀ خواجه مدفون است.

## مشخصات بنا
مقبرۀ خواجه ربیع بنایی باشکوه در باغی وسیع و مصفا، بر کنارۀ کشف رود و در حاشیۀ شمالی شهر مشهد واقع است. این مقبره دارای گنبدی به ارتفاع ۱۸ متر بر روی بنایی چهار ایوانی است. گنبد بنا دو پوششه و پوشیده از کاشی‌های زیبای فیروزه‌ای و درون بنا هم مزین به نقاشی‌های طلایی رنگ است.
طرح آرامگاه در نمای بیرونی هشت ضلعی و در درون چهار ایوانی است. از انتهای ایوان‌های اضلاع بزرگ راهروهایی به درون باز شده‌اند. بر فراز بنا گنبد فیروزه‌ای رنگ قرار گرفته‌است که ارتفاع گنبد تا کف ۱۸ متر می‌باشد. از میان دیوار و پشت ایوان‌های چهارگانهٔ اصلی، چهار ورودی وجود دارد که به شاه‌نشین‌ها راه دارند و ورودی اصلی از یک ایوان بلند تشکیل گردیده‌است که در دو طاق‌نما در پایین و بالا ایجاد شده و در میان طاق‌نماها، در ورودی و پنجرهٔ مستطیل‌شکلی جاسازی گشته‌است همچنین نمای خارجی بنا نیز، از تزئینات جالب و چشمگیری برخوردار است که عمدهٔ تزئینات آن به صورت معقلی انجام شده‌است و تزئینات کاشی‌کاری در زیز ایوان نیز، به مجموعهٔ بنا جلوهٔ خاصی بخشیده‌است.

بنای آرامگاه خواجه ربیع با کاشیکاری های زیبای خود که نمایانگر هنر دوران صفویه می باشند.

## اهمیت هنری بنا
بقعه خواجه ربیع از نظر هنری نیز جایگاه والایی دارد زیرا کاربرد کاشی‌های الوان در نمای خارجی، نقاشی‌های طلایی رنگ بر رویة دیوارة داخلی و نیز دو کتیبه به خط علیرضا عباسی - خوشنویس بزرگ عهد صفوی - جلوه خاصی به آن بخشیده‌است. این دو کتیبه زیبا با تاریخ‌های ۱۰۲۶ و ۱۰۳۱ ه‍.ق در داخل گنبد و ساقه خارجی آن سال‌های احداث و تزیین بنا را می‌نمایاند. کاشی کاری بنا از نوع یک رنگ و معرق و زیر رنگی است که نقش‌های زیبای هنری و گیاهی و کتیبه‌ها را شکل داده‌اند.